# Записки Передвижного театра
«Записки Передвижного театра» — театральный журнал на русском языке, издававшийся в Петрограде в 1914—1921 годах под заглавием «Записки Передвижного общедоступного театра», в 1922-1923 годах под названием «Записки Передвижного театра» и с 1923 по 1924— «Записки передвижного театра П. П. Гайдебурова и Н. Ф. Скарской». Издание петербургского Передвижного общедоступного театра.
Выходил в 1914 и в 1917 — 24, всего вышло 69 номеров. В «Записках» подробно освещалась жизнь театра, публиковались статьи на общетеатральные и литературные темы, театр, хроника.
Указатель содержания «Записок» (№ 1 — 50) имеется в «Записках передвижного театра…», 1923, № 50.

## Библиографическое описание
Записки Передвижного театра П. П. Гайдебурова и Н. Ф. Скарской. — Петроград, 1922—1924